# اورسوله (سینیتسا)
اورسوله (به صربی: Ursule) یک منطقهٔ مسکونی در صربستان است که در سینیتسا واقع شده‌است. اورسوله ۱۸٫۳۸ کیلومتر مربع مساحت و ۳۲۶ نفر جمعیت دارد.